# Verbena brasiliensis
Verbena brasiliensis,   verbena lila,     es una especie botánica de planta con flor de la familia de las Verbenaceae

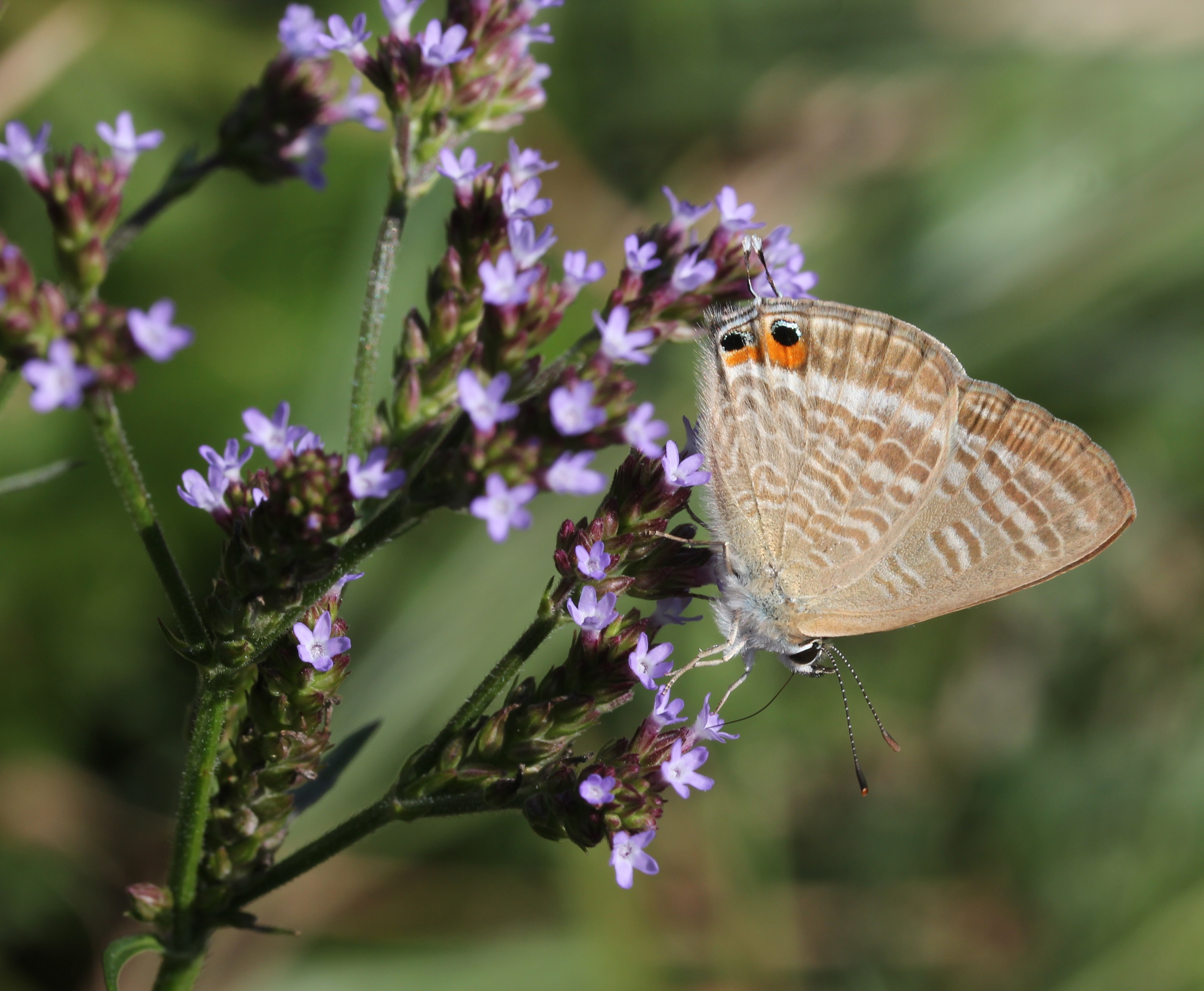
Lampides boeticus sobre Verbena brasiliensis

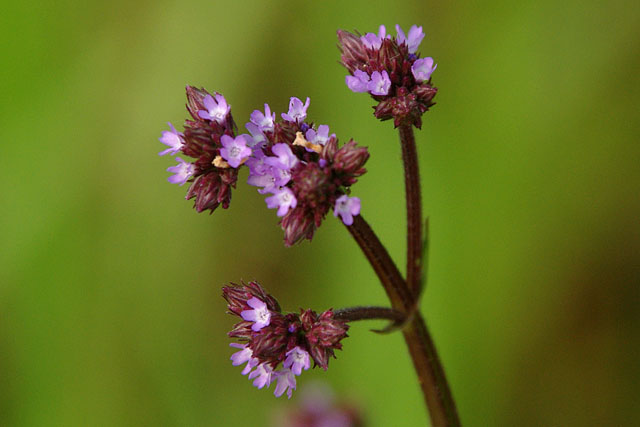
Flores

## Distribución
Es endémica de Argentina, Bolivia, Brasil, Chile, Colombia, Ecuador, Perú, Paraguay, Uruguay.

## Descripción
Es un subarbusto herbáceo, sumamente ramificada, tallos cuadrangulares de 8-13 (18) dm de altura, hojas opuestas, aserradas de la mitad hacia el ápice, 2-7 cm de largo; con muchas inflorescencias cilíndicas terminales, que abren repetidamente entre abril-mayo y octubre-noviembre; flores diminutas, 5-pétalos, atrayendo mucho a abejas, colibríes

## Usos medicinales
En infusión de hojas es digestiva, febrífuga. Y de flores sedante y tónico cardíaco. Posee aceites esenciales.

## Taxonomía
Verbena brasiliensis fue descrita por José Mariano da Conceição Vellozo y publicado en Florae Fluminensis, seu, Descriptionum plantarum parectura Fluminensi sponte mascentium liber primus ad systema sexuale concinnatus 17. 1825[1829].
Etimología
Verbena: nombre genérico que es un antiguo nombre latíno de la verbena común europea.
brasiliensis: epíteto geográfico que alude a su localización en Brasil.
Sinonimia
- Verbena approximata Briq.
- Verbena brasiliensis var. brasiliensis
- Verbena brasiliensis var. subglabrata Moldenke
- Verbena chacensis Moldenke
- Verbena hansenii Greene
- Verbena isabellei Briq.
- Verbena litoralis f. angustifolia Chodat
- Verbena litoralis var. brasiliensis (Vell.) Briq. ex Munir
- Verbena litoralis f. congesta (Moldenke) Moldenke
- Verbena litoralis var. congesta Moldenke
- Verbena quadrangularis Vell.[6]